# 南原竜樹
南原 竜樹（なんばら たつき、1960年5月29日 - ）は、日本の実業家。株式会社LUFTホールディングス（旧:株式会社オートトレーディングルフトジャパン）の会長を務める。所属事務所はカロスエンターテイメント。

## 来歴・人物
岡山県生まれ。1966年、名古屋市へ家族とともに引っ越す。
愛知県立松蔭高校を卒業。愛知工業大学を中退。2018年、産業能率大学大学院に入学。中退。
1984年、個人の自動車並行輸入業を開始。ベンツを1台売るごとに100万円前後の利益を得ていたが、欧州で買い付けるだけの運転資金が無く、顧客から代金を受け取ってから仕入れをしていた。
1988年、「オートトレーディングルフトジャパン」を創業。2001年にTVRの、2002年にロータス・カーズ、2003年にMGローバーの輸入権を獲得し、「MGローバー日本」を発足させるなど事業を拡大させる。2002年からはテレビ番組¥マネーの虎にも出演。
2005年、MGローバー経営破綻の影響が直撃し、ほぼ全ての従業員を解雇。30億円以上の負債を抱えるが、事業売却などで25億円以上を返済。当時は住居も返済に充てていたため、六本木ヒルズの公園ベンチで夜を明かしたりしていたという。その後は不動産仲介業やレンタカー事業など経営を多角化させ、業績を復活させた。
2024年8月7日、日本維新の会は翌年7月に実施予定の第27回参議院議員通常選挙に南原を比例区候補者として擁立することを発表した。2025年7月20日の投開票の結果、6,309票を獲得したが、名簿に登載された13人中13位で落選。

## 社長退任騒動
2005年3月22日の日刊スポーツの記事によれば、「経営していた輸入車販売業オートトレーディングルフトジャパンがこのほど中古車買い取り大手ガリバーインターナショナルに買収されることになり、2005年3月末で社長職を退く」と、買収による社長退任の噂がニュースとして流れた。しかし、ガリバー社とは交渉の過程で接触はあったものの、その後のMGローバーの破綻などによって買収話はなくなった。

## 出演
- ¥マネーの虎（日本テレビ、2002年 - 2004年）
- 月曜から夜ふかし（日本テレビ、2012年4月23日）
- 解決!ナイナイアンサー（日本テレビ、2013年7月16日）
- しくじり先生 俺みたいになるな!!（テレビ朝日、2016年9月26日）
- 令和の虎（YouTubeで配信されている、岩井良明主宰のファンディング番組）

## 著書
- 痛快!クルマ屋で行こう。（2003年11月、双葉社。ISBN 4-575-29614-7）
- Nambara style 南原流成功へのアプローチ（2005年7月、ゴマブックス。ISBN 4-7771-0189-4）
- 会社を辞めて会社をおこせ（2005年10月、ダイヤモンド社。ISBN 4-478-70318-3）
- 雇われずに生きる（2006年8月、ゴマブックス。ISBN 4-7771-0442-7）
- なぜ彼女は愛されて仕事ができるのか楽しみながら夢をかなえる方法（2006年8月、PHP研究所。ISBN 4-569-66678-7）
- 世界で勝負したい人の荒削り5カ国語ビジネス術（2006年8月、明日香出版。ISBN 4-7569-1003-3）
- 大損社長日記（2006年12月、扶桑社。ISBN 4-594-05290-8）
- クルマはふつうの価格で買ってはいけない 赤（2008年12月、青月社。ISBN 978-4-8109-1193-0）
- クルマはふつうの価格で買ってはいけない 白（2008年12月、青月社。ISBN 978-4-8109-1194-7）
- 予測思考 市場を先読みする11のスキル（2010年8月、日本能率協会マネージメントセンター。ISBN 978-4-8207-1783-6）
- FOR SALE 南原竜樹からあなたへの最高のビジネスオファー（2010年9月、青月社。ISBN 978-4-8109-1222-7）
- 借金100億円からの脱出 地獄の危機を乗り越える逆転発想経営術（2010年12月、河出書房新社。ISBN 978-4-309-24535-5）
- 「絶対無理」なんて「絶対」ない!（2012年2月、ATパブリケーション。ISBN 978-4-906784-02-8）
- 35過ぎて腹筋を割る!超かんたんレシピ&トレーニング（2012年7月、ATパブリケーション。ISBN 978-4-906784-07-3）
- 旅館再生の教科書（2013年2月、ATパブリケーション。ISBN 978-4-906784-18-9）